# Codéine

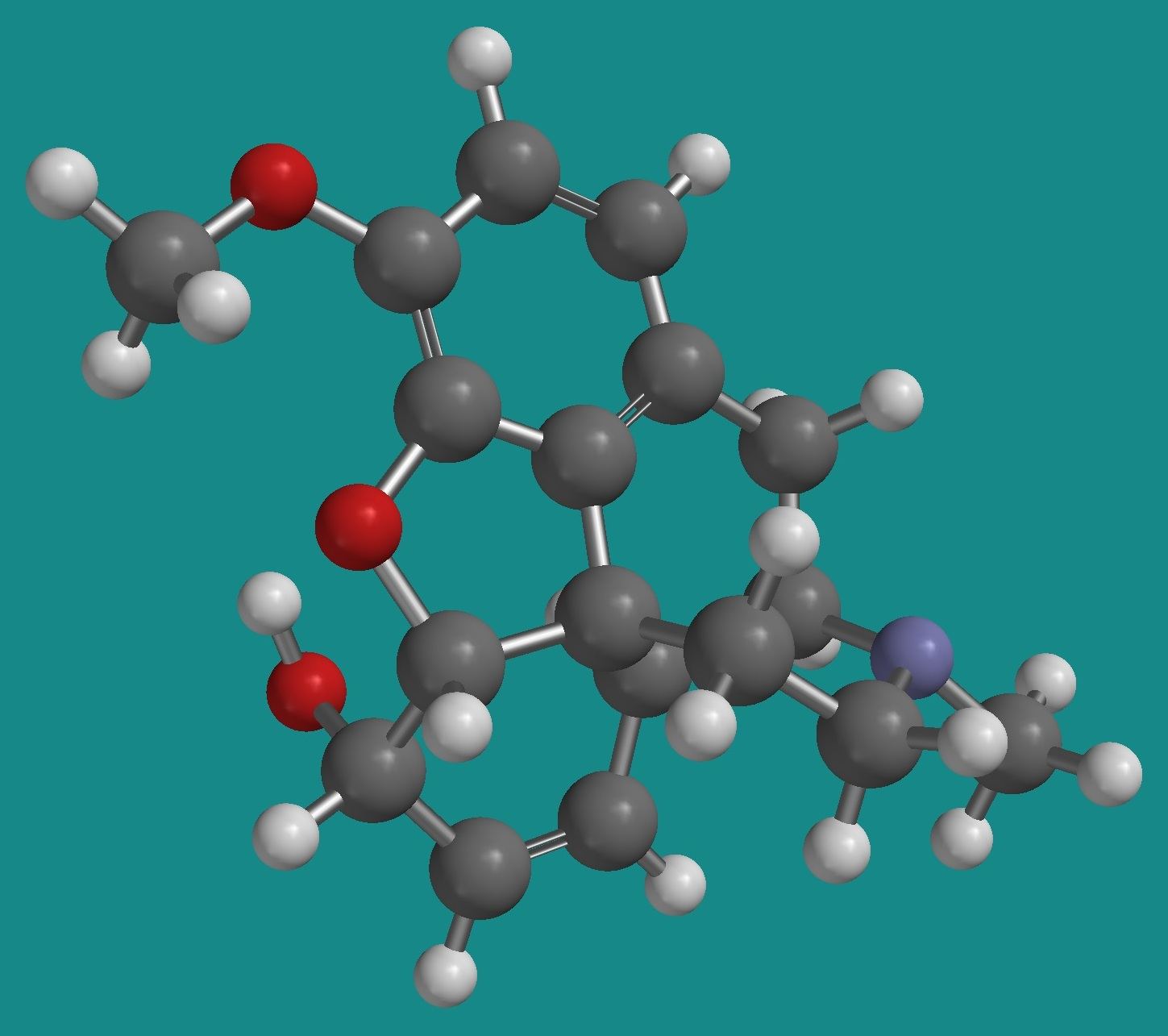
Molécule de codéine.

La codéine, ou 3-méthylmorphine, est l'un des alcaloïdes contenus dans le pavot somnifère (Papaver somniferum). Elle est utilisée comme analgésique et comme antitussif narcotique. Elle a été isolée pour la première fois en 1832 par le chimiste français Pierre Jean Robiquet. Son nom provient du nom en grec de la tête de pavot : κώδεια, kốdeia.
Morphinique mineur, la codéine est utilisée seule mais aussi en association avec du paracétamol ou de l'ibuprofène pour en potentialiser l'effet analgésique, souvent dans des préparations classées au palier 2 de l'échelle des antalgiques de l'OMS.

## Chimie
La codéine est un alcaloïde morphinique, présent sous forme de base dans l'opium.
Néanmoins, elle est utilisée en thérapeutique majoritairement sous forme de sels (phosphate notamment).
Elle est extrêmement proche de la morphine, dont elle ne diffère que par un groupement méthyle en position 3. On peut d'ailleurs effectuer la synthèse de la morphine à partir de codéine par déméthylation. Des laboratoires clandestins réalisent d'ailleurs cette synthèse pour en tirer la morphine, utilisée comme précurseur de l'héroïne et d'autres synthétisent la désomorphine à partir de la codéine.

## Pharmacologie

### Pharmacocinétique
Lors d'une prise par voie orale, la codéine est absorbée dans l'estomac et l'intestin, et subit un important effet de premier passage hépatique. Elle est transformée par déméthylation en morphine à hauteur de 10 %.
L'élément responsable de cette transformation est une enzyme, le cytochrome CYP2D6.
Toutefois tous les individus ne présentent pas la même fonction enzymatique, et le CYP2D6 présente un fort polymorphisme génétique. Certains individus métaboliseront vite, et d'autres très lentement, avec d'un côté un risque de surdose, et de l'autre un risque d'inefficacité du traitement.
La demi-vie d'élimination de la codéine est de deux à quatre heures.

### Pharmacodynamie
L'effet analgésique de la codéine est réputé plus long que celui de la morphine, à cause de cette transformation et de la variété de métabolites d'activité mineure qui lui sont corrélés. Toutefois, l'analgésie procurée n'est pas aussi efficace que celle de la morphine et certains effets recherchés ou secondaires de la codéine sont antagonistes ou très partiels par rapport à ceux de la sédation morphinique, atténuant de fait fortement le risque d'overdose. En effet la morphine libérée par les molécules de codéine ne se concentre pas de la même manière sur les récepteurs endogènes que la morphine utilisée telle quelle. Son activité centrale est moins profonde, se montrant jusqu'à trente fois moins puissante à dose égale, c'est-à-dire trois à cinq fois moins efficace à dose comparable ou équivalente que la morphine dans une recherche d'analgésie ou de sédation importante (30 mg de codéine pour seulement 1 à 2 mg de morphine). Ceci limite d'autant sa capacité à engendrer une dépendance physique intense. Les changements des concentrations plasmatiques de la codéine sont également moins rapides, ce qui la rend là encore moins toxicomanogène que la morphine (l'effet de manque s'il apparaît arrive moins brusquement et avec moins d'intensité). De plus la codéine elle-même inhibe le cytochrome CYP2D6, ce qui réduit sa transformation en morphine dès qu'elle se concentre. Ceci plafonne et retarde finalement son intolérance en cas d'utilisation prolongée, sans pour autant en changer son efficacité globale. Il est rare qu'une augmentation des doses soit nécessaire contrairement à l'utilisation de morphine ou de morphinique majeur, même à dose modérée. En étude toxicologique, le codéinomane s'avère augmenter lui aussi moins rapidement ses doses que le morphinomane.
La codéine s'utilise essentiellement par voie orale,, son administration par voie intraveineuse exposant le sujet à de gros risques d'œdème pulmonaire par réaction histaminique ; la voie intraveineuse est surtout utilisée pour l'injection de petites doses morphiniques quand il n'est pas possible de l'administrer autrement. L'injection IV de codéine a pu permettre d'évaluer les quantités de morphine à administrer en cas d'accoutumance aux opiacés difficile à estimer chez un patient et suivant la réponse aux effets secondaires de la codéine par cette voie (les effets secondaires n'apparaissent pas par voie intraveineuse en dessous de la dose de dépendance relative à l'usager, mais ils deviennent puissants quand la dose est dépassée).

## Indications thérapeutiques

### Douleurs et toux sèche
La codéine est essentiellement utilisée dans le cadre du traitement de la douleur d'origine centrale (SNC, système nerveux central), soit en mono-thérapie dans les pays qui l'autorisent, soit associée au paracétamol ou à l'aspirine. Il existe une forme pédiatrique qui était délivrée uniquement sur ordonnance du fait de son dosage délicat chez l'enfant, mais l'Agence européenne du médicament recommande l'interdiction de son utilisation en 2015. Les sels employés dans un cadre antalgique sont ceux de la codéine phosphate (anhydride, CAS : 52-28-8, ou hémihydrate, CAS : 41444-62-6). Sur ordonnance, sa prescription peut atteindre 180 mg de codéine phosphate par jour, soit 135 mg de codéine base, mais peut monter jusqu'à 300 mg de codéine phosphate par jour pour certaines préparations et sous surveillance médicale accrue notamment en raison du seuil de toxicité du paracétamol qui lui est associé. En automédication, les préparations n'ont pas vocation à dépasser 150 mg de codéine phosphate par jour, cependant une forme prévoit de monter jusqu'à 250 mg si nécessaire et de manière temporaire. La codéine n'est pas employée dans un cadre analgésique mais antalgique. Si les doses de morphinique doivent être élevées, la morphine, délivrée sur ordonnance sécurisée, lui est préférée car elle ne présente pas à forte dose les effets secondaires désagréables de la codéine et qu'elle se montre aussi plus efficace. Si le paracétamol présent en association avec la codéine ne convient pas à l'usager (allergie, contre-indication), la dihydrocodéine, peut être prescrite par un médecin sur une ordonnance simple mais dans des mesures très strictes de délivrance.
Elle entre également dans la pharmacopée des traitements antitussifs quand la toux est sèche (non grasse, non productive) ou d'irritation. Les formes en sirop des sels de codéine permettent une action rapide. La toux grasse ou d'expectoration ne doit pas être traitée par opiacé à moins de se montrer irritante ou épuisante et de se faire sous surveillance médicale. La codéthyline (ou éthylmorphine) aurait les mêmes propriétés à dose identique bien que son dosage soit le plus souvent moins important. Les formes de codéine employées comme antitussif sont plus variées que celles utilisées dans la douleur. On emploie la codéine base (absorption plus lente) ou différents sels (phosphate et camsilate). Le poids des sels peut engendrer une confusion quant à la quantité réelle de codéine qu'ils contiennent. Ainsi, 25 mg de codéine camsilate correspondent à près de 19,5 mg de codéine phosphate et 15 mg de codéine base. 10 mg de chlorhydrate de codéthyline correspondent à un peu plus de 8,4 mg de codéthyline base. Les doses classiques chez l'adulte sont de 10 à 30 mg de codéine exprimée en base par unité de prise à répéter deux à quatre fois par jour, de préférence quand survient la toux et en respectant un espacement minimum de quatre à six heures entre chaque prise (soit 30 à 120 mg maximum de codéine base par jour, typiquement 15 mg deux à quatre fois par jour). Un traitement antitussif est de courte durée et réservé à l'apparition des symptômes. Suivant les associations contenues dans les médicaments, les doses préconisées et les modalités de délivrance sont strictement énoncées dans la notice et sur la boite. Les préparations fortes contenant de la codéine associée à un expectorant mucolytique comme le sulfogaïacol ne peuvent faire l'objet d'une délivrance en officine de plus d'une boite à la fois en l'absence d'ordonnance médicale. Ces préparations peuvent en effet entraîner une accumulation et une surinfection des mucus favorisés par le mucolytique qui ne sont plus naturellement expulsés, notamment au cours du sommeil, à cause de l'inhibition du réflexe de la toux.

Un usage prolongé ou abusif entraîne respectivement une tolérance, une accoutumance, une assuétude, puis une pharmacodépendance caractérisée (psychique et physique). Il est donc préférable de s'en passer pour un simple rhume en ayant recours à d'autres solutions (infusions de menthe/thym, miel) plus proportionnées.

### Formes galéniques
On peut regrouper ces spécialités dans deux catégories : les antitussifs, sous forme de comprimés ou de sirops, ils contiennent généralement moins de 20 mg de codéine, puis ceux destinés à soulager les douleurs modérées à sévères. Dans ce cas, la codéine est alors souvent associée avec du paracétamol ou de l'ibuprofène.
En France, jusqu'en juillet 2017, seules les spécialités faiblement dosées en codéine pouvaient être vendues sans ordonnance.
Le 12 juillet 2017, le Ministère de la Santé annonce que tous les médicaments à base de codéine (ainsi que de dextrométhorphane, éthylmorphine et noscapine) seront désormais vendus sur ordonnance. Cette décision fait suite à l'augmentation des détournements récréatifs, certains ayant entrainé des décès.

### Cas de la psychiatrie
Avant l'interdiction de la consommation de l'opium et autres opiacés aux États-Unis (1906), la communauté médicale utilisait ces derniers afin de traiter certains troubles anxieux. De nos jours, la gamme de produits permettant de lutter contre ces troubles étant plus étoffée, il est d'usage de ne pas recourir à la morphine et à la codéine pour soigner ces pathologies psychologiques parfois invalidantes (à prédominance névrotique et psychosomatique). Les propriétés anxiolytiques et sédatives des opiacés sont cependant prises en compte lors du traitement de la douleur des personnes alitées dans le cadre de la maîtrise d'une situation inconfortable ou anxiogène pour le patient.
L'automédication, dont le cadre n'est parfois plus légal suivant les usages qui sont faits des produits codéinés, et la substitution quand elle est engagée, ne favorisent parfois plus que la molécule opiacée en lieu des traitements psychiatriques n'apportant pas de meilleure réponse sur les symptômes. Il n'est pas rare que la personne sous substitution ne demande ni ne nécessite plus certains de ses médicaments psychotropes ni ne décompense dans divers troubles qu'il pouvait être difficile de maîtriser, d'évaluer et de prévenir. Certaines formes diagnostiquées de maniaco-dépression comportant des épisodes d'angoisse ont montré des réponses sous substitution (Subutex) permettant l'arrêt total ou partiel des traitements psychiatriques initiaux (psycholeptiques, thymorégulateurs, avec cependant une difficulté à l'arrêt des benzodiazépines quand l'usage a été prolongé) sans réapparition de l'état pathologique au cours du traitement prolongé en opiacés. De même, la réponse au traitement par opiacés est positive dans les troubles de l'hyperactivité, ceci est dû à son profil dopaminergique caractéristique des dopants et de certains stupéfiants.
C'est souvent un usage détourné de la codéine (utilisation d'anti-douleurs hors de leur contexte) ou d'autres opiacés qui permet au patient de constater des effets positifs sur sa pathologie psychiatrique ou neurologique et d'induire par lui-même, mais à son risque, sans légalité et sans avis médical, ses premiers traitements psychotropes en automédication détournée, puis en traitement de substitution quand la prise des opiacés cherche à être maîtrisée, régulière et avouée (méthadone et buprénorphine, les médecins peuvent avoir recours à d'autres substances, dont l'opium et la morphine, dans le cadre d'une substitution et d'une stabilisation). La frontière entre un soulagement de troubles psychiques ou psychosomatiques tenaces et une toxicomanie par codéine que l'on pense récréative n'est pas caractéristique. Ce qui peut sembler être un acte de toxicomanie n'est parfois qu'un remède ultime à des symptômes douloureux lourds, sourds et handicapants qui trouvent alors un soulagement que les autres médicaments n'apportent pas (ceux-ci présentent parfois de très importants effets secondaires ou sur les fonctions vitales mais ce n'est pas cela que soulage la codéine ou la méthadone dans ses vertus psychotropes). On ne peut donc estimer une toxicomanie morphinique sans en connaitre la profondeur des maux psychiques et somatiques. Auquel cas, la substitution peut tenir lieu de remède adjuvant spécifique et opportun, parfois principal, dans le soulagement global de la manifestation psychiatrique et de ses troubles associés qui justifiaient l'usage de codéine détournée par le patient.
Il n'existe cependant pas d'étude récente ni de cas de littérature clinique attesté sur l'impact de la codéine et des opiacés sur les troubles psychotiques et, en dehors de l'observation individuelle dans la toxicomanie ou la substitution où l'on constate l'arrêt spontané du besoin de certains traitements, la médecine ne saurait les recommander ni même les proscrire formellement. Il semble cependant, à l'instar du personnage fictif du Dr House ou même de Sherlock Holmes représentatifs de deux types de morphinomanie, que les opiacés peuvent présenter la faculté d'entretenir des manifestations borderlines chez les personnes prédisposées à type de manie, d'exaltation ou encore de désinhibition avec logorrhée ainsi que de conduite addictive caractéristique, comme cela s'observe de manière beaucoup plus spécifique avec la cocaïne et l'ensemble des psychotropes dopants (extasy, amphétamines…). Ainsi, les propriétés positives ou négatives sur les troubles de la personnalité, la névrose ou encore la psychose ne sont pas à sous-estimer dans un traitement fort par codéine ou dans un mésusage suspecté qui peut témoigner d'une pathologie non décelée ou d'une absence d'efficacité relative des traitements en cours.

## Effets indésirables
La codéine peut produire un état général de somnolence, il est généralement déconseillé de prendre un médicament contenant de la codéine avant de conduire une voiture ou tout autre engin mécanique nécessitant une attention soutenue. En France, une mention de mise en garde figure sur les boîtes de médicaments incluant de la codéine (niveau 1 et niveau 2). L'effet apparaît le plus souvent comme fonction de la dose et en début de traitement. Bien qu'avéré, il reste rare et éventuellement peu marqué. Cependant de manière occasionnelle, la simple prise de 15 mg de codéine peut déclencher cette sédation avec une intensité gênante. L'état potentiel d'une fatigue initiale de l'individu peut s'avérer prédéterminant, la codéine levant certaines barrières de résistance à la fatigue en agissant de manière non spécifique comme un hypnotique. Elle n'en montre cependant pas de qualité adaptée ni constante dans un tel usage. En outre elle provoque parfois une difficulté d'endormissement du fait de certaines de ses propriétés excitantes, ce qui peut sembler paradoxal par rapport à son effet sédatif. D'autres facteurs sont à prendre en compte tel que le sexe, l'âge, le poids ou encore l'éventualité d'un métaboliseur fort ; on parle de sensibilité individuelle. Au cours du traitement, ces signes disparaissent généralement en quelques jours. À défaut, il est recommandé de réviser la posologie[réf. nécessaire].
La codéine peut également induire un état d'euphorie caractéristique des opiacés, mais rarement sur des doses usuelles, même considérées comme modérées à fortes (30 à 60 mg de codéine phosphate par prise). Le soulagement apporté par le médicament en est souvent la manifestation dominante et cela ne doit pas être confondu avec un effet psychotrope présumé. En l'absence de maux, les manifestations symptomatiques sur l'humeur sont généralement absentes aux doses thérapeutiques d'usage.
Des dosages plus élevés peuvent laisser apparaître un début d'état narcotique et des effets histaminiques importants (à partir de 60 mg par prise, plus typiquement entre 80 et 150 mg) et n'ont de raison qu'en cas de douleur sévère. De tels dosages ne sont plus en vigueur dans les formes galéniques, bien qu'un médecin puisse ordonner une préparation magistrale sans limite de dose maximale, mais des analgésiques majeurs, plus spécialement la morphine, ou des antalgiques puissants sont préférés et se sont démocratisés en France depuis 1994 dans le cadre de la campagne nationale pour la prise en charge du traitement de la douleur,. À ces doses, d'importants effets secondaires de type histaminique puis opiacé apparaissent. Ceci peut se produire d'autant plus en cas de renouvellement trop rapide des prises ou de surdosage réitéré (démangeaisons et picotements, rash cutané, bouffissure du visage, irritabilité, mais aussi nausées, troubles gastriques, vomissements, sédation invalidante, etc.). Dans l'éventualité de leur apparition, la posologie doit être réévaluée ainsi que la forme galénique administrée s'il est besoin de conserver un apport suffisant de paracétamol ou d'autres produits associés dans le médicament. Les antihistaminiques contenus dans certaines préparations couvrent une partie des effets secondaires mais inhibent aussi les effets stimulants des opiacés tout en majorant des effets sédatifs.
La codéine produit en outre un effet sédatif sur les muscles de l'intestin comme la grande majorité des opiacés. Elle ralentit l'activité du tractus gastro-intestinal et favorise l'absorption de l'eau contenue dans le bol alimentaire au cours de sa digestion. Elle est considérée comme un antidiarrhéique au schéma pharmacologique classique. Quand elle est utilisée dans un traitement concomitant, elle potentialise ou suppléante de fait la lopéramide dont l'association est à surveiller. Elle n'est cependant pas indiquée ni prescrite comme antidiarrhéique puisque des médicaments plus spécifiques de première intention en ont la vocation et une sécurité accrue. La prise régulière de codéine peut entraîner une constipation forte à sévère suivant la durée et les doses administrées au patient. L'arrêt de la prise entraîne généralement un retour de toutes les fonctions de l'intestin à échéance très brève. Au besoin, l'indication d'un médicament contre la constipation peut accompagner la prise de codéine quand son usage se fait au-delà d'un court terme.
À la suite du décès d'un nourrisson alors que sa mère prenait de la codéine et du paracétamol, la Food and Drug Administration a mis en garde le 17 août 2007 sur le danger d'un traitement par codéine au cours de l'allaitement.
La codéine aurait également un effet spastique parfois extrêmement douloureux (évoquant une crise cardiaque) chez certaines personnes cholécystectomisées (ayant subi une ablation de la vésicule biliaire).
La codéine, comme toutes les molécules opiacées, peut provoquer une dépression respiratoire. Associée à d'autres dépresseurs du système respiratoire (benzodiazépines, alcool, autres opiacés, etc.), un surdosage de codéine peut être fatal. En cas d'ingestion massive, accidentelle ou volontaire, il faut procéder d'urgence à une administration de naloxone.
Le nombre de morts causé par l'abus d'opioïdes médicamenteux comme la codéine chaque année est incertain et sous estimé d'après Nathalie Richard, directrice adjointe du service Médicaments du système nerveux central à l'Agence nationale de sécurité du médicament et des produits de santé, car « il y a une sous-notification des cas déclarés à l'Agence du médicament ».
Néanmoins, il est estimé que des centaines de décès chaque année sont liés à un opioïde médicamenteux, soit plus que les décès à la suite d'overdoses d’héroïne.

## Usage détourné et dépendance
La codéine étant présente dans divers médicaments antitussifs ou antidouleurs, elle peut faire l'objet d'un usage détourné par certains patients. Elle n'est pas soumise à la sanction pénale mais est citée dans la Convention unique sur les stupéfiants de 1961 dans la catégorie des « substances présentant un risque d'abus moindre du fait de leur usage médical ».
Mise à jour à la suite de l'arrêté ministériel du 12 juillet 2017 paru au JORF le 16 juillet 2017, la codéine est désormais soumise à la prescription médicale en France,.
La codéine sert à la synthèse d'un dérivé, la désomorphine ou crocodile. Présente en Russie depuis 2002, elle serait arrivée en Allemagne en 2011, au Canada, et en 2013 aux États-Unis ; c'est une drogue extrêmement dangereuse et potentiellement mortelle dès la première injection, à cause des conditions dans lesquelles elle est synthétisée. De nombreux produits servant à la transformation artisanale de la codéine en désomorphine se retrouvent en effet dans l'injection. « La peau d'abord se nécrose, se transformant en plaques verdâtres ressemblant au cuir du crocodile. Puis la chair et les muscles se décomposent, les organes sont attaqués, les os fragilisés de façon irréversible […] L'espérance de vie des utilisateurs atteint rarement trois ans. » L'amputation peut se révéler nécessaire dans le meilleur des cas. Des revendeurs de drogues feraient passer le crocodile pour de l'héroïne.
La culture hip-hop est aussi souvent associée à l'usage de purple drank ou du sizzurp (dérivé de syrup), une boisson mixant un sirop contre la toux à base de codéine et d'un anti histaminique avec du soda. Ce mélange ne contient pas d'alcool (mélange potentiellement fatal) ni autre psychotropes, si ce n'est qu'il est combiné à l'usage de cannabis.
Utilisateur célèbre : le milliardaire reclus Howard Hughes utilisait la codéine afin de calmer de fortes douleurs liées à des traumatismes neurologiques et squelettiques causés par de nombreux accidents d'avion.
Le processus de dépendance à la codéine est plus discret, moins rapide que celui de la morphine. La codéine provoque néanmoins, quand son usage est détourné à des fins récréatives, ou dans un usage thérapeutique à long terme, une dépendance psychique et physique forte. Les symptômes de sevrage les plus fréquents sont : diarrhée, sudation, tremblements, douleurs musculaires, anxiété, insomnie, dépression. Les symptômes physiques de sevrage durent, comme pour les autres opiacés, en moyenne une semaine à dix jours. L'addiction psychologique, néanmoins, perdure dans la plupart des cas de dépendance à la codéine pendant un à plusieurs mois. La principale préoccupation des soignants du codéinomane sera en premier lieu d'éviter une escalade vers des morphiniques plus puissants. Cependant, dans certains cas, l'utilisation d'un traitement de substitution s'avère indispensable (voir buprénorphine et méthadone - l'utilisation de la méthadone dans la substitution à la codéine est très rarement indiquée ; on préférera généralement un sevrage progressif ou brutal en milieu hospitalier).
Pour ces raisons, en France, à la suite d'un arrêté ministériel du 12 juillet 2017, la codéine est désormais soumise à la prescription médicale, après la mort d’une adolescente de 16 ans par overdose durant l'été 2017.

## La codéine dans des œuvres musicales
La codéine influence le monde du rap. Ainsi, le rappeur Lil Wayne est connu pour être utilisateur de codéine ; quelques-unes de ses chansons renvoient d'ailleurs à son drink, puis aussi Future dans son titre Codéine Crazy sortie en 2014, tandis qu'en France, le groupe TTC a écrit une chanson intitulée Codéine sur l'album Bâtards sensibles (2004). Plus tôt, l'inventeur du Screwed & Chopped, DJ Screw, est mort d'overdose de codéine. D'ailleurs, la musique qu'il produisait était beaucoup influencée par l'effet de ce médicament, en particulier concernant le ralenti du tempo. Macklemore évoque la mort de Chad Butler qui a fait une overdose de codéine dans sa chanson Otherside. La codéine est également présente dans les textes de ASAP Rocky, The Weeknd (dont un morceau est repris sous forme de sample par Juicy J). En France, Hayce Lemsi a produit une chanson nommée Codéine, Sneazzy cite cette drogue régulièrement. D'autres artistes hors du rap ont également un titre de chanson intitulé Codéine : The Charlatans, groupe de rock américain des années 1960, le compositeur Jason Edwards, l'auteur-compositeur écossais Donovan. Le rappeur belge Hamza a également dans son répertoire un morceau intitulé Codéine 19[réf. nécessaire].
La substance peut également se retrouver dans le titre d'un groupe, comme pour Codeine Velvet Club, fondé en 2009 par le chanteur Jon Fratelli avec une amie de sa compagne, Lou Hickey.
Trampled By Turtles a composé un morceau nommé Codeine en mai 2011 sur l'album Blue Sky and the Devil (en). Deux nouveaux DJ électro français portent le nom de Discodeine, association de « disco » et « codéine ».
Le chanteur folk Townes Van Zandt, dans son titre Waiting Around to Die la mentionne comme une amie avec laquelle il va mourir. Le rappeur Hayce Lemsi a également réalisé un morceau Codéine, dans son album Électron Libre 2, sorti en février 2017.

## Divers
Bien que la codéine fasse partie de la liste modèle des médicaments essentiels de l'Organisation mondiale de la santé (liste mise à jour en avril 2013), l’agence européenne du médicament recommande sa contre-indication en Europe chez l'enfant de moins de 12 ans.
Les derniers mots de l'actrice américaine Tallulah Bankhead furent : « Codéine… bourbon… ».